# Ostreococcus tauri
Ostreococcus tauri ist eine Art (Spezies) einzelliger mariner Grünalgen mit einem Durchmesser von etwa 0,8 μm (Mikrometern), und war zum Zeitpunkt der Erstbeschreibung 1995 der kleinste bis dato beschriebene freilebende (d. h. nicht symbiotische) Eukaryote. Die Spezies hat eine sehr einfache Ultrastruktur und ein kompaktes Genom.
Als verbreitetes Mitglied der globalen ozeanischen Picoplankton-Populationen spielt dieser Organismus in vielen Gebieten eine wichtige Rolle im Kohlenstoffkreislauf. In jüngster Zeit wurde O. tauri mit Hilfe vergleichender und funktioneller Genomik untersucht, da diese Spezies aufgrund ihres kompakten Genoms und ihrer Grünalgen-Abstammung für die Forschung von großem Interesse ist.
Bereits 1998 wurde O. tauri daher  als ein guter Kandidat für biologische Modelle wie Zellteilung sowie Genomsequenzierungsstudien erkannt.

## Forschungsgeschichte
O. tauri wurde 1994 in der Lagune von Thau (französisch Étang de Thau), Frankreich, im Rahmen einer einjährigen Untersuchung der dortigen Picoplankton-Population mittels Durchflusszytometrie entdeckt. O. tauri erwies sich als Hauptbestandteil der Pikoplanktonpopulation in der Lagune. Mit Hilfe der Transmissionselektronenmikroskopie erstellte Zellbilder zeigten die zu diesem Zeitpunkt kleinsten jemals beschriebenen freilebenden eukaryotischen Zellen. O. tauri wurde aufgrund charakteristischer Chlorophyllpigmente und von ähnlichen Carotinoiden wie bei den Chlorophyceen in die Klasse der Prasinophyceae eingeordnet. Inzwischen wurde die Gattung Ostreococcus jedoch zusammen mit ihrer Ordnung Mamiellales in eine eigene Klasse, die Mamiellophyceae, eingeordnet (Marin und Melkonian, 2010).

## Morphologie
Die Zellen sind grob kugelförmig (kokkoid) mit einem Durchmesser zwischen 0,2 µm und 2 µm. sie sind im Durchschnitt etwa 1 μm lang und 0,7 μm breit.
Die Ultrastruktur der Zelle ist sehr einfach, sie hat keine Zellwand und besteht aus einem Kern, einem einzelnen Mitochondrium, einem einzelnen Chloroplasten und einem einzelnen Golgi-Apparat. Die Zellen haben auch keine Geißeln.

## Ökologie
O. tauri ist die vorherrschende Algenart in der Lagune von Thau in Südfrankreich, gemessen an der Anzahl der Zellen.
Man nimmt an, dass diese Dominanz dadurch zustande kommt, dass die Lagune erstens für eine intensive Muschelzucht genutzt wird und zweitens die Kupferkonzentration in der Lagune hoch ist.
Der erste Umstand bewirkt eine Selektion auf kleinere Zellen (Picoplankton), denn größere eukaryotische Algenarten und viele Räuber kleinerer Algen werden bevorzugt von den Muscheln als filtrierende Planktonfresser verzehrt. Der zweite Umstand führt zu einer Selektion gegen Cyanobakterien, da man davon ausgeht, dass O. tauri besser mit dieser „ungünstigen“ Bedingung zurechtkommt. Es wird angenommen, dass das überschüssige Kupfer in der Lagune von landwirtschaftlichen Chemikalien stammt, die in den umliegenden Weinbergen verwendet werden.
Auffällig ist die geringe Toleranz gegenüber höheren Lichtintensitäten. Diese Eigenschaft verbindet O. tauri mit mindestens einer weiteren Mitglied der Ordnung Mamiellales, Mantoniella squamata.

## Genom
Anfänglich hatte man angenommen, dass der Zellkern 14 Chromosomen enthält, aber inzwischen ist sicher, dass sich dort 20 Chromosomen mit einer Größe von 120 bis 1.500 kbp (Kilobasenpaare); die Gesamtgröße des Genoms liegt bei 12,56 Mbp (Megabasenpaare). Die Größe des Genoms ist damit ähnlich der wie bei der Bäckerhefe Saccharomyces cerevisiae.
Das Genom von O. tauri wurde zwischen 2002 und 2005 von Derelle et al. sequenziert und 2006 veröffentlicht.
Es zeigte sich eine extreme Gendichte (sehr wenig nichtcodierende DNA) und zudem gibt es auch wenige intronhaltige Gene.
Es wurden zwei Chromosomen mit abweichenden Merkmalen (G+C-Gehalt, Intronstruktur) identifiziert (Ausreißer-Chromosomen, en. outlier chromosomes), nämlich Chromosom 2 und Chromosom 19.
Auch die Sequenzierung anderer Arten der Ordnung Mamiellales ergab das Vorkommen ähnlicher abweichender Outlier-Chromosomen, z. B. bei O. lucimarinus, Micromonas pusilla und Bathycoccus prasinos.
Das größere der beiden Outlier-Chromosomen wird auch englisch big outlier chromosome (BOC) genannt, das kleinere (en. small outlier chromosome, SOC), das bei O. tauri 2012 noch nicht identifiziert werden konnte, spielt aber, wie 2017 klar wurde, nachweislich eine Schlüsselrolle bei der Resistenz gegen Virusinfektionen.
Insgesamt gibt es bei O. tauri vorhergesagt 7892 Gene, wobei es nur sehr wenig Redundanz zwischen ihnen gibt.

Zwischen 2007 und 2010 wurden insgesamt drei Ostreococcus-Spezies  sequenziert, neben O. tauri noch  O. lucimarinus und O. sp RCC809 (RCC steht für Roscoff Culture Collection).
Bis 2020 wurde noch O. mediterraneus (ehemals Clade D bzw. RCC:789), sowie weitere Spezies der Ordnung Mamiellales sequenziert.
Mit den Studien zur Klärung der Funktion von Genen, die zwischen diesen primitiven Algen und höheren Pflanzen konserviert wurden, erwartet man ein besseres Verständnis der Funktion und Regulation homologer Gene in Pflanzen und der Art und Weise, wie sie sich entwickelt haben, zu bekommen.

## Viren
O. tauri wird parasitiert von Riesenviren der Gattung Prasinovirus (zumindest sind diese mit O. tauri) assoziiert.
Die (mit Stand Mitte 2021) einzige vom International Committee on Taxonomy of Viruses, ICTV offiziell bestätigte Spezies ist Ostreococcus tauri-Virus OtV5 (en. Ostreococcus tauri virus OtV5, OtV-5 oder OtV5); weitere vorgeschlagene Spezies sind
„Ostreococcus tauri-Virus OtV1“ (OtV-1),
„Ostreococcus tauri-Virus OtV2“ (OtV-2),
„Ostreococcus tauri-Virus OtV06“ (OtV06),
„Ostreococcus tauri-Virus OtV08“ (OtV08),
„Ostreococcus tauri-Virus OtV09“ (OtV09) und
„Ostreococcus tauri virus RT-2011“ (OtV RT-2011).
Mit der Schwesterspezies O. lucimarinus wurden darüber hinaus die vorgeschlagenen Prasinovirus-Spezies
„Ostreococcus lucimarinus virus OlV1“ (OlV-1),
„Ostreococcus lucimarinus virus OlV2“ (OlV-2) und
„Ostreococcus lucimarinus virus OlV7“ (OlV-7) in Verbindung gebracht,
mit O. mediterraneus die Spezies
„Ostreococcus mediterraneus virus OmV1“ (OmV-1), ebenfalls Prasinovirus.